# Marshallia trinervia
Marshallia trinervia là một loài thực vật có hoa trong họ Cúc. Loài này được (Walter) lesquereux ex Trel. mô tả khoa học đầu tiên năm 1891.